# Boloria distincta
Espèce
Boloria distincta est une espèce de lépidoptères de la famille des Nymphalidae et de la sous-famille des Heliconiinae.

## Dénomination
L'espèce Boloria distincta a été décrite en 1920 par Arthur Gibson (d).
Synonymes : 
- Clossiana distincta (Gibson, 1920)
- Boloria astarte distincta[1], certains auteurs considérant Boloria distincta comme une sous-espèce de Boloria astarte.

### Sous-espèces
- Boloria (Clossiana) distincta distincta dans le nord-est de l'Amérique de Nord.
- Boloria (Clossiana) distincta dubatolovi Korshunov, 1987 ; en Yakoutie.
- Boloria (Clossiana) distincta ershovi Korshunov & Gorbunov, 1995 ;
- Boloria (Clossiana) distincta machati Korshunov, 1987 ; dans l'Oural polaire.
- Boloria (Clossiana) distincta tschukotkensis (Wyatt, 1961) en Yakoutie[1].

## Description
C'est un papillon de taille moyenne qui présente un dessus orange orné de dessins de couleur marron, plus foncé que Boloria astarte.
Le revers des antérieures possède une ornementation semblable alors que les postérieures présentent une partie basale traversée de taches formant une bande blanche et une bande submarginale orange à ligne de points noirs.

## Biologie

### Période de vol et hivernation
Il hiverne à l'état de chenille les deux années consécutives nécessaires à son développement
Il vole en une génération entre mi-juin et mi-août.

### Plantes hôtes
Sa plante hôte est Saxifraga spinula en Russie et des Salix en Amérique.

## Écologie et répartition
Boloria distincta  est présent dans le nord-est de Amérique du Nord (Yukon et Colombie-Britannique, et dans l'État de Washington) et en Asie dans l'Oural polaire, la Yakoutie et dans la péninsule tchouktche.

### Biotope
C'est un papillon des montagnes en zone polaire.

### Protection
Pas de statut de protection particulier.